# Каджыр, Мехмет Фатих
Мехмет Фатих Каджыр (тур. Mehmet Fatih Kacır; род. 1984, Стамбул) — турецкий государственный деятель. Министр промышленности и технологий Турции (с 3 июня 2023).

## Биография
Родился в 1984 году в Стамбуле. В 2008 году окончил с отличием Босфорский университет, специальность «промышленная инженерия».
Является основателем нескольких компаний. Являлся членом неправительственных организаций.
Являлся основателем и членом совета директоров Фонда турецких технологий. Участвовал в проекте технологической мастерской «Deneyap», программе для детей «Будущие звёзды технологий», образовательных программ и программ в сфере развития предпринимательства, фестиваля авиации, космоса и техники «Технофест».
С 2018 года являлся членом Совета Турции по научно-техническим исследованиям.
С 2019 по 2023 год являлся членом совета директоров «Aselsan».
С 31 июля 2018 года являлся заместителем министра промышленности и технологий Турции. Координировал работу Генерального директората по национальным технологиям, Генерального директората по стратегическим исследованиям и эффективности Министерства, Совета Турции по научно-техническим исследованиям, Офиса Турции по патентам и торговым маркам, Академии наук Турции, Турецкого космического агентства.
В качестве заместителя министра являлся председателем совета директоров «Технофест», комитета по регламенту проекта «Deneyap», который осуществлялся в 81 регионе Турции, председателем Программы технологически ориентированного промышленного развития. Работал над созданием дорожной карты развития турецкого автомобиля «TOGG».
Является членом попечительского совета Фонда здравоохранения.
Министр промышленности и технологий Турции (с 3 июня 2023).